# 老橡树上的黄丝带
《老橡树上的黄丝带》（英語：Tie a Yellow Ribbon Round the Ole Oak Tree）是美國歌唱組合東尼·奧蘭多與黎明合唱團在1973年推出的歌曲，描述一个在监狱服刑的丈夫在即将期满释放的前夕，因担心远在家乡的妻子不接受他，写信告诉妻子，如果愿意再次接纳他，请在他出狱返家的当天，在家门口的老橡树上系一条黄丝带；如果他没有看到黄丝带的话，会默默离开。当这位丈夫出狱返家时，家门口的老橡树上绑满了几百条黄丝带在空中飞扬，令他十分感动。后来，绑黄丝带成为全美国的一种风俗，表示迎接久别的亲人回家。